# Filmdrottningen
Filmdrottningen är en svensk film från 1913 i regi av Emil Wulff. Den spelades in på Oscarsteatern i Stockholm. Förlagan till filmen var Jean Gilberts operett Die Kino-Königin (Filmdrottningen) med libretto av Georg Okonkowsky och Julius Freund och svensk översättning av Oscar Ralf.

## Rollista (i urval)
- Axel Ringvall – Clutterbuck
- Alma Bodén – Virginia
- Eva Eriksson – Annie
- Elvin Ottoson – Viktor
- Christian Schröder – Bobby
- Emma Meissner – Delia Gill
- Oskar Textorius – Billy